# Theophila von Wassilko

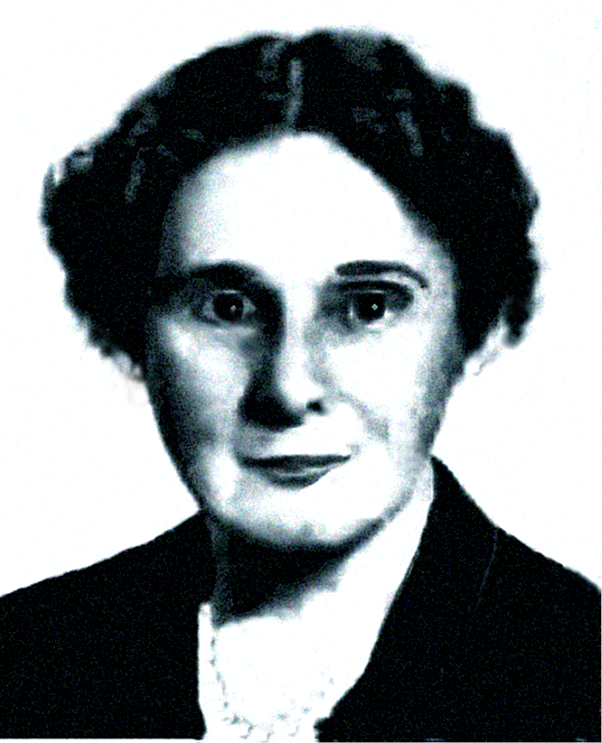
Theophila von Wassilko

Theophila von Wassilko, nach 1919 Theophila Wassilko, (* 28. August 1893 in Wien; † 12. Juni 1973 ebenda) war eine aus der Bukowina stammende, österreichische Historikerin und Oberstaatsarchivarin.

## Herkunft
Theophila entstammte der Familie Wassilko von Serecki und war eine Nachkommin des Alexander (1717–1787), des Stammvaters aller heute noch lebenden Familienmitgliedern, Urenkelin des jüngsten Sohnes Alexanders, Stefan Ritter von Wassilko (1772–1843). Sie war die älteste Tochter des in Wien unterrichtenden Altphilologen und Gymnasialprofessors Theophil (* 29. Juli 1850; † 10. Juni 1905) und seiner Gattin Friederike Eglseer (1867–1930). Ihre Geschwister waren Thedolinde (* 1894) und Alexander (1896–1943), der in der Schlacht von Stalingrad gefallen war.

## Biographie

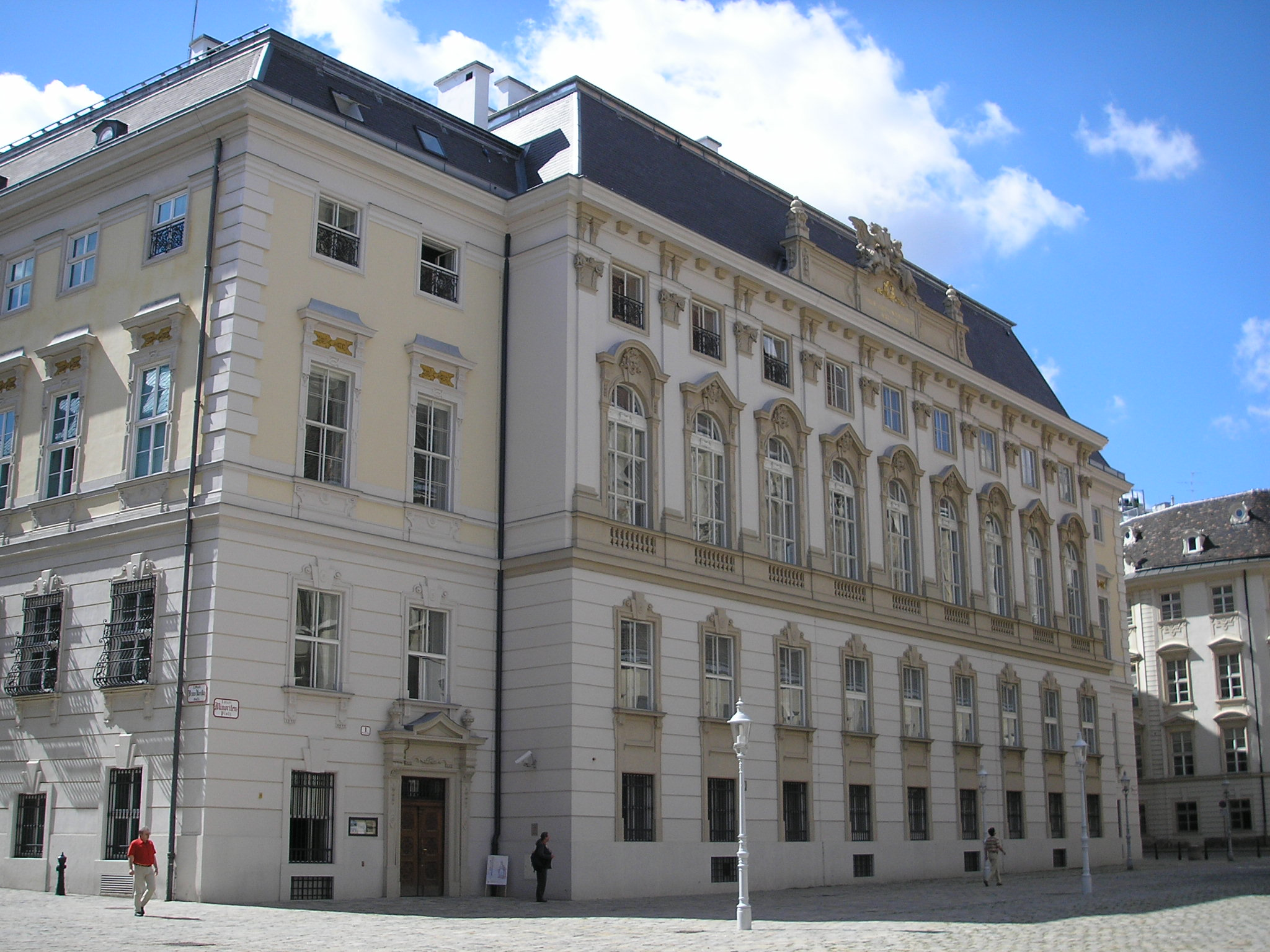
Staatsarchiv Wien

Nach dem Abschluss der Mittelschule, bewarb sie sich um eine Stelle als Kanzleigehilfin im Innenministerium, wo sie am 20. Dezember 1909 ihren Dienst antreten durfte. 1918 war sie bereits Referatsleiterin in dieser Institution, sodann auch im Bundeskanzleramt. Neben ihrer dienstlichen Tätigkeit legte sie 1928 die Externistenmatura ab und studierte anschließend Philologie und Geschichte an der Universität Wien. Sie promovierte 1932. Ihre Dissertation schrieb sie in Wien zum Thema „Wilhelm Dilthey als Geschichtsphilosoph“.
Nach einem zusätzlichen Ausbildungslehrgang am Institut für Österreichische Geschichtsforschung trat sie 1935 in den Dienst des österreichischen Staatsarchivs, damals Archiv des Innern genannt, einem der ersten Archive in Österreich, in dem Frauen im höheren Archivdienst tätig sein konnten. 1944 war sie dort noch Regierungsinspektorin in der Abteilung des Hofkammerarchivs 1.
Nach Melitta von Winkler (1879–1946) war Theophila die zweite Frau, der im Allgemeinen Verwaltungsarchiv eine Aufnahme in den höheren Archivdienst gelungen war. Sie folgte ersterer im Amt einer Staatsarchivarin, der ab 1945 „Allgemeines Verwaltungsarchiv“ genannten Einrichtung, im Jahr 1946.
Am 13. Dezember 1956 avancierte sie zur Oberstaatsarchivarin (auch Staatsarchivarin I. Klasse) und stellvertretenden Leiterin des Gesamtarchivs. Diesen Posten bekleidete sie bis zu ihrer Pensionierung am 31. Dezember 1958.
Besonders am Herzen lag ihr die Bukowina, Heimat ihrer Eltern. In der schweren Zeit des Zweiten Weltkriegs unterstützte sie den Direktor des Staatsarchivs von Czernowitz, den Historiker und Universitätsprofessor Teodor Bălan und pflegte einen angeregten Briefverkehr mit ihm. Unter anderem half sie ihm bei der Suche zu den revolutionären Ereignissen von 1848 und sendete ihm wichtige Dokumente und Unterlagen dazu. Der Professor revanchierte sich mit dem Senden der Jahresregister des Landeskomitees des Herzogtums Bukowina für das Innenministerium von 1913 bis 1918, das in Wien fehlte.
Die Historikerin veröffentlichte zahlreiche Publikationen, ihr bedeutendstes Werk war die historische Biographie über Pauline von Metternich.

## Werke und Schriften (Auswahl)
- Wilhelm Dilthey als Geschichtsphilosoph (Dissertation)
- Rudolph Graf Wrbna als landesfürstlicher Hofkommissär für Niederösterreich während der Besetzung Wiens im Jahre 1805, Festschrift zur Feier des zweihundertjährigen Bestandes des Haus-, Hof- und Staatsarchivs, Druck und Kommissions-Verlag der Österreichischen Staatsdruckerei, Wien 1949
- Der Unterrichtsrat. Eine vergessener Zwischenakt aus der Geschichte Österreichs, in: M. ö. S., 6. Band, 1953
- Die internationale Musik- und Theaterausstellung Wien 1892 und das Obersthofmeisteramt, Verlag Berger, Horn 1954
- Fürstin Pauline von Metternich, Verlag für Politik und Geschichte, Wien 1958, 368 S.

## Wappen

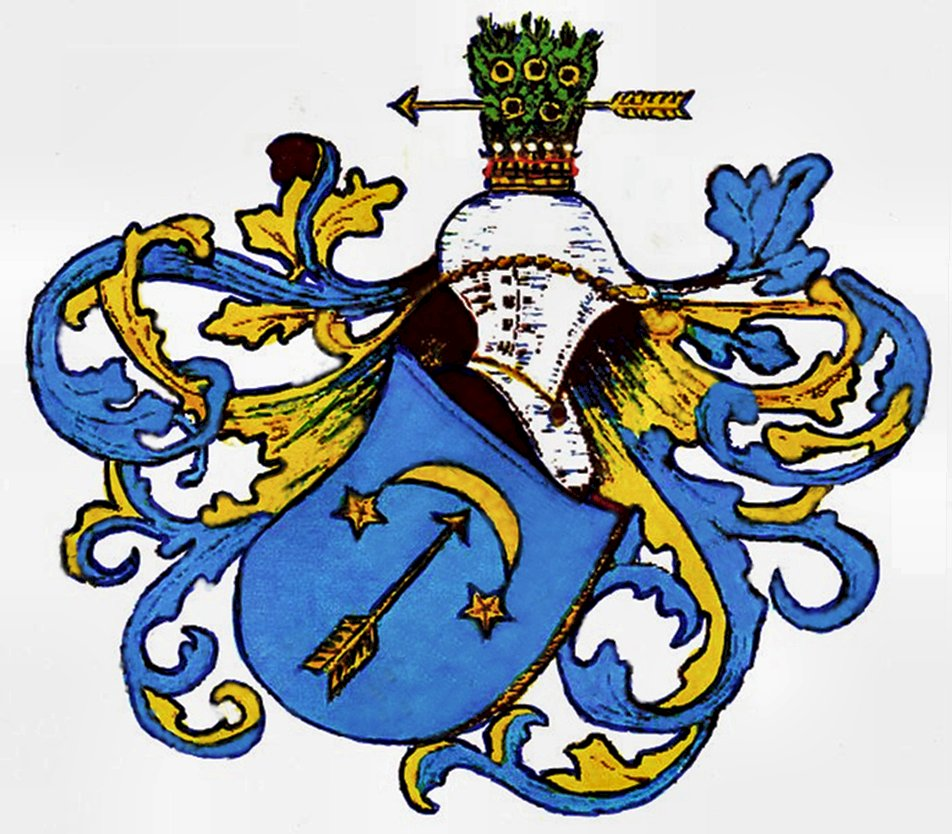
Ritterwappen von Wassilko 1788

Da Theophila nicht von der gräflichen Familie abstammte, führte sie das Ritterwappen von 1788.